# Lonchoptera uniseta
Lonchoptera uniseta är en tvåvingeart som beskrevs av Charles Howard Curran 1934. Lonchoptera uniseta ingår i släktet Lonchoptera och familjen spjutvingeflugor. Inga underarter finns listade i Catalogue of Life.